# Управни окрузи Србије
Управни окрузи су облик организације државне управе Републике Србије, намењени деконцентрацији органа државне управе. Немају надлежности локалне самоуправе нити су део административне поделе Србије. Према Закону о државној управи је одређено да се управни округ образује ради вршења послова државне управе изван седишта органа државне управе, а Закон о територијалној организацији  територијалне јединице чине општине, градови и град Београд (тј. локалне самоуправе) и аутономне покрајине – као облици територијалне аутономије.

## Историја
Управне округе, сходно Закону о државној управи из 2005. године, образује Влада уредбом, којом одређује и подручја и седишта управних округа. Влада је дужна да подручје управног округа тако одреди да оно омогући рационалан и делотворан рад окружних подручних јединица органа државне управе. Уредбом којом образује управне округе Влада одређује и услове под којима органи државне управе могу образовати подручне јединице за два или више управна округа, једну или више општина, град или аутономну покрајину.
Уредбом Владе Републике Србије, од 29. јануара 1992. године, одређени су послови државне управе које министарства обављају изван својих седишта у окрузима као подручним средиштима државне власти. Према уредби Владе Србије из фебруара 2006. године окрузи мењају име у управни окрузи.
У Републици Србији постоји 29 управних округа, а подручје сваког од управних округа обухвата одређени број општина и градова, осим града Београда који не припада ниједном управном округу.

## Надлежности и организовање управних округа
Сходно Закону о државној управи, у управном округу органи државне управе могу, по сопственој одлуци, да врше један или више следећих послова државне управе:
- да решавају у управним стварима у првом степену односно о жалби кад су у првом степену решавали имаоци јавних овлашћења
- да врше надзор над радом ималаца јавних овлашћења
- да врше инспекцијски надзор

Орган државне управе самостално одлучује о томе да ли ће у управном округу вршити неки посао државне управе из свога делокруга. О томе орган државне управе одлучује приликом доношења правилника о унутрашњем уређењу и систематизацији радних места. Ако орган државне управе одлучи да у управном округу врши макар један посао државне управе, дужан је да правилником образује своју окружну подручну јединицу. Правилником се одређују и послови државне управе које орган државне управе врши у окружној подручној јединици. Седиште окружне подручне јединице је у седишту управног округа. Орган државне управе може правилником да образује ужу унутрашњу јединицу или више њих унутар окружне подручне јединице. Седиште уже унутрашње јединице која је у саставу окружне подручне јединице може бити ван седишта управног округа ако орган државне управе на тај начин постаје доступнији субјектима који пред њим остварују права, обавезе или правне интересе или које он надзире.
Органу државне управе допуштено је да у подручним јединицама с подручјем ширим или ужим од подручја управног округа врши послове који се врше у управном округу и друге послове државне управе из свог делокруга, само ако се тиме обезбеђују и његова делотворност и његова доступност. Орган државне управе самостално одлучује о томе да ли ће образовати подручну јединицу с подручјем ширим или ужим од подручја управног округа. Подручна јединица с подручјем ширим или ужим од подручја управног округа образује се правилником, којим се одређују и послови државне управе који се у њој врше.
Орган државне управе може да образује подручну јединицу за подручје два управна округа или више њих ако то оправдавају обим, учесталост и територијална заступљеност послова државне управе и сарадња с другим органима, а седиште подручне јединице за подручје два управна округа или више њих може да буде у седишту управног округа који је приближно једнако удаљен свим правним субјектима или у седишту управног округа у којем има највише правних субјеката. Послове које врши за окружне подручне јединице стручна служба управног округа врши и за запослене у подручној јединици која је образована за подручје два управна округа или више њих који раде у њеном управном округу.
Орган државне управе може да образује подручну јединицу за општину или више њих, односно за град ако су послови државне управе таквог обима и учесталости (порески, геодетски и др.) или такве природе (царински послови, послови лучке капетаније и др.) да би се рационалније, делотворније и благовременије вршили ако би се образовала таква подручна јединица.Под истим условима унутар подручне јединице која је образована за општину или више њих, односно за град могу да се образују уже унутрашње јединице (експозитуре, испоставе и др.) чије седиште не мора бити у седишту подручне јединице у чијем су саставу.
Орган државне управе може да образује шире подручне јединице које обједињавају рад подручних јединица које су образоване за општину или више њих, односно за град (центри и др.). Шире подручне јединице се образују ако то оправдава број подручних једница образованих за општине, односно за град које улазе у њихов састав, број правних субјеката и природа послова државне управе. Орган државне управе може да образује подручну јединицу за аутономну покрајину ако је природа послова државне управе у целини или већим делом непосредно повезена с посебностима које произлазе из положаја аутономне покрајине.

## Управљање управним округом
Управни округ има начелника управног округа. Начелник управног округа за свој рад одговара министру за државну управу и локалну самоуправу и Влади. Начелника управног округа поставља Влада на пет година, на предлог министра за државну управу и локалну самоуправу, према Закону о државним службеницима. Начелник управног округа:
- усклађује рад окружних подручних јединица органа државне управе
- прати примену директива и инструкција које су издате окружним подручним јединицама органа државне управе
- прати остваривање планова рада окружних подручних јединица органа државне управе и стара се о условима за њихов рад
- прати рад запослених у окружним подручним јединицама органа државне управе и предлаже руководиоцу државног органа покретање дисциплинског поступка против њих
- сарађује с подручним јединицама органа државне управе које врше послове државне управе на подручју управног округа а образоване су за подручје шире или уже од подручја управног округа
- сарађује са општинама и градовима ради побољшања рада окружних подручних јединица органа државне управе и подручних јединица органа државне управе које врше послове државне управе на подручју управног округа а образоване су за подручје шире или уже од подручја управног округа

Орган државне управе доставља начелнику управног округа директиве и инструкције које су издате окружним подручним јединицама органа државне управе и извод из плана рада органа државне управе који се односи на план рада окружне подручне јединице.
У управном округу постоји стручна служба управног округа, а стручној служби је седиште у седишту управног округа. Стручна служба управног округа задужена је за стручну и техничку потпору начелнику управног округа и за послове заједничке свим окружним подручним јединицама органа државне управе. Стручном службом управног округа руководи начелник управног округа. Начелник управног округа одлучује о правима и дужностима запослених у стручној служби управног округа.
Министарство за државну управу и локалну самоуправу надзире сврсисходност рада стручне службе управног округа, прати оспособљеност запослених у њој и издаје јој инструкције. Инструкцијама се усмерава организација рада стручне службе управног округа и начин рада запослених у њој.

## Списак управних округа
¹ Индекс (И) је количник бројева становника округа према Попису 2011. и према Попису 2002., помножен са 100 (Индекс 2002. = 100);
² Јединице локалне самоуправе су градови и општине. Поједини градови су подељени на градске општине, које суштински немају надлежности локалне самоуправе, већ су испоставе Градске самоуправе. Стога су градске општине набројане у загради и означене закошеним словима;
³ Управни окрузи на АП Косову и Метохији. Након преласка Косова и Метохије под привремену управу УНМИК 1999. године, у овој покрајини је усвојена другачија територијална организација. Окрузи какве познаје Република Србија (описани у овом чланку) функционишу (у обиму већ према околностима) једино у срединама које већински настањују Срби.
4 Већина припадника албанске националне мањине у Пчињском и Јабланичком округу није се одазвала Попису 2011. године, због чега дате бројке не одговарају стварном стању. Слично томе, већина припадника албанске националне мањине у датим окрузима није се одазвала ни на Попису 2002. године, али је у датом попису урађена накнадна процена стања.

| Назив управног округа     | Седиште округа     | Статистички регион        | Површина (у km²) | Становништво попис 2011. (попис 2002, Индекс=И¹) | Густ. ст. (ст./km², 2011) | Локалне самоуправе² | Насеља (градска +сеоска) |
| ------------------------- | ------------------ | ------------------------- | ------------- | ------------------------------------------------ | ---------------------- | --- | ------------------------ |
| Борски округ              | Бор                | Јужна и источна Србија    | 3.507         | 123.848 (146.551, И=84,5)                        | 35,3                   | Град Бор Кладово Мајданпек Неготин | 90 (6+84)                |
| Браничевски округ         | Пожаревац          | Јужна и источна Србија    | 3.865         | 180.480 (200.503, И=90,0)                        | 46,7                   | Велико Градиште Голубац Жабари Жагубица Кучево Мало Црниће Петровац на Млави Град Пожаревац (Костолац, Пожаревац)                                                            | 189 (7+182)              |
| Град Београд              | Београд            | Београдски регион         | 3.227         | 1.639.121 (1.576.124, И=104,0)                   | 507,9                  | (Барајево, Вождовац, Врачар, Гроцка, Земун, Звездара, Лазаревац, Младеновац, Нови Београд, Обреновац, Палилула, Раковица, Савски Венац, Сопот, Стари Град, Сурчин, Чукарица) | 169 (18+151)             |
| Зајечарски округ          | Зајечар            | Јужна и источна Србија    | 3.623         | 118.295 (137.561, И=86,0)                        | 32,7                   | Бољевац Град Зајечар Књажевац Сокобања | 173 (5+168)              |
| Западнобачки округ        | Сомбор             | Војводина                 | 2.420         | 187.581 (214.011, И=87,7)                        | 77,5                   | Апатин Кула Оџаци Град Сомбор | 37 (5+32)                |
| Златиборски округ         | Ужице              | Шумадија и западна Србија | 6.140         | 284.929 (313.396, И=90,9)                        | 46,4                   | Ариље Бајина Башта Косјерић Нова Варош Пожега Прибој Пријепоље Сјеница Град Ужице Чајетина                                                                                   | 438 (11+427)             |
| Јабланички округ4         | Лесковац           | Јужна и источна Србија    | 2.769         | 215.463 (240.923, И=89,4)                        | 77,8                   | Бојник Власотинце Лебане Град Лесковац Медвеђа Црна Трава | 336 (7+329)              |
| Јужнобанатски округ       | Панчево            | Војводина                 | 4.245         | 291.327 (313.937, И=92,8)                        | 68,6                   | Алибунар Бела Црква Град Вршац Ковачица Ковин Опово Пландиште Град Панчево                                                                                                   | 94 (10+84)               |
| Јужнобачки округ          | Нови Сад           | Војводина                 | 4.016         | 607.835 (593.666, И=102,4)                       | 151,4                  | Бач Бачка Паланка Бачки Петровац Беочин Бечеј Врбас Жабаљ Град Нови Сад Сремски Карловци Србобран Тител Темерин                                                              | 77 (16+61)               |
| Колубарски округ          | Ваљево             | Шумадија и западна Србија | 2.474         | 174.228 (192.204, И=90,6)                        | 70,4                   | Град Ваљево Лајковац Љиг Мионица Осечина Уб | 218 (7+211)              |
| Косовски округ³           | Приштина           | Косово и Метохија         | 3.117         | - (672.292, И= -)                                | 215,7                  | Глоговац Качаник Косово Поље Липљан Обилић Подујево Град Приштина Урошевац Штимље Штрпце                                                                                     | -                        |
| Косовскомитровачки округ³ | Косовска Митровица | Косово и Метохија         | 2.050         | - (275.904, И= -)                                | 134,6                  | Вучитрн Звечан Зубин Поток Косовска Митровица Лепосавић Србица | -                        |
| Косовскопоморавски округ³ | Гњилане            | Косово и Метохија         | 1.412         | - (217.726, И= -)                                | 154,2                  | Витина Гњилане Косовска Каменица Ново Брдо | -                        |
| Мачвански округ           | Шабац              | Шумадија и западна Србија | 3.268         | 297.778 (329.625, И=90,3)                        | 91,1                   | Богатић Владимирци Коцељева Крупањ Град Лозница Љубовија Мали Зворник Град Шабац                                                                                             | 228 (5+223)              |
| Моравички округ           | Чачак              | Шумадија и западна Србија | 3.016         | 212.149 (224.772, И=94,4)                        | 70,3                   | Горњи Милановац Ивањица Лучани Град Чачак | 206 (5+201)              |
| Нишавски округ            | Ниш                | Јужна и источна Србија    | 2.729         | 373.404 (381.757, И=97,8)                        | 136,8                  | Алексинац Дољевац Мерошина Град Ниш (Медијана, Нишка Бања, Палилула, Пантелеј, Црвени Крст) Ражањ Сврљиг Гаџин Хан                                                           | 285 (8+277)              |
| Пећки округ³              | Пећ                | Косово и Метохија         | 2.450         | - (414.187, И= -)                                | 169,1                  | Дечани Ђаковица Исток Клина Пећ | -                        |
| Пиротски округ            | Пирот              | Јужна и источна Србија    | 2.761         | 92.277 (105.654, И=87,3)                         | 33,4                   | Бела Паланка Бабушница Димитровград Град Пирот | 214 (4+210)              |
| Подунавски округ          | Смедерево          | Јужна и источна Србија    | 1.248         | 198.184 (210.290, И=94,2)                        | 158,8                  | Велика Плана Град Смедерево Смедеревска Паланка | 58 (3+55)                |
| Поморавски округ          | Јагодина           | Шумадија и западна Србија | 2.614         | 212.839 (227.435, И=93,6)                        | 81,4                   | Деспотовац Град Јагодина Параћин Рековац Свилајнац Ћуприја | 191 (6+185)              |
| Призренски округ³         | Призрен            | Косово и Метохија         | 1.910         | - (376.085, И= -)                                | 196,9                  | Гора Ораховац Призрен Сува Река | -                        |
| Пчињски округ4            | Врање              | Јужна и источна Србија    | 3.520         | 158.717 (227.690, И=100)                         | 45,1                   | Босилеград Бујановац Владичин Хан Град Врање (Врање, Врањска Бања) Прешево Сурдулица Трговиште                                                                               | 363 (6+357)              |
| Расински округ            | Крушевац           | Шумадија и западна Србија | 2.667         | 240.463 (259.441, И=92,7)                        | 90,2                   | Александровац Брус Варварин Град Крушевац Трстеник Ћићевац | 296 (5+291)              |
| Рашки округ               | Краљево            | Шумадија и западна Србија | 3.918         | 300.102 (291.230, И=103,0)                       | 76,6                   | Врњачка Бања Град Краљево Град Нови Пазар Рашка Тутин | 359 (9+350)              |
| Севернобанатски округ     | Кикинда            | Војводина                 | 2.329         | 146.690 (165.881, И=88,4)                        | 63,0                   | Ада Кањижа Град Кикинда Нови Кнежевац Сента Чока | 50 (7+43)                |
| Севернобачки округ        | Суботица           | Војводина                 | 1.784         | 185.552 (200.140, И=92,7)                        | 104,0                  | Бачка Топола Мали Иђош Град Суботица | 45 (3+42)                |
| Средњобанатски округ      | Зрењанин           | Војводина                 | 3.256         | 186.851 (208.456, И=89,6)                        | 57,4                   | Житиште Град Зрењанин Нова Црња Нови Бечеј Сечањ | 55 (4+51)                |
| Сремски округ             | Сремска Митровица  | Војводина                 | 3.486         | 311.053 (335.901, И=92,6)                        | 89,2                   | Инђија Ириг Пећинци Рума Град Сремска Митровица Стара Пазова Шид | 109 (7+102)              |
| Топлички округ            | Прокупље           | Јужна и источна Србија    | 2.231         | 90.600 (102.075, И=88,8)                         | 40,6                   | Блаце Житорађа Куршумлија Град Прокупље | 267 (4+263)              |
| Шумадијски округ          | Крагујевац         | Шумадија и западна Србија | 2.387         | 290.900 (298.778, И=97,4)                        | 121,9                  | Аранђеловац Баточина Кнић Град Крагујевац Лапово Рача Топола | 174 (5+169)              |

## Територијалне промене
- 1993. г.
- 2001. г.
- 2005. г.
- 2009. г.
- 2010. г.